# کریستیان مورل دو سارکو
کریستین مورل دو سارکو (به فرانسوی: Christian Morel de Sarcus) نویسنده قرن بیستم میلادی اهل فرانسه است.